# Початки металургії заліза
Початки металургії заліза датують XVII — XVI ст. до н. е., хоча широке розповсюдження залізних виробів відбувається значно пізніше, лише в IX — VII ст. до н. е.

## Загальний опис
Протягом тривалого часу спостерігається період конкурентного «співіснування» виробів із бронзи та заліза, коли «добре залізо» було великою рідкістю. Недостатня кількість якісного заліза зумовила період біметалізму, коли частини виробів продукували з різних виробничих металів, а холодну зброю довгий час виготовляли із бронзи.
Дослідники властивостей давнього металу свідчать про міцнісні переваги бронзи на перших етапах освоєння заліза. Пояснення цього факту пов'язано з недосконалою технологією виробництва заліза шляхом сиродутного процесу, коли відбувалося пряме відновлення заліза із руди (без витопу). При цьому отриманий продукт являв собою безформний просякнутий шлаком пористий шматок заліза, так звану крицю. З метою видалення шлаку крицю багаторазово проковували й отримували в підсумку достатньо м'який метал — «в'язке залізо». Для того, щоб конкурувати з бронзами, залізні вироби піддавали навуглецьовуванню, але технології цих процесів довгий час були маловідомі (зберігалися у великій таємниці), тому домогтися високої якості металу вдавалося лише зрідка, хоча деякі майстри стародавнього світу сягали дивовижних результатів.
Іншою особливістю, що стримувала застосування кричного заліза, була необхідність виковувати вироби, тоді як розплавлена бронза дозволяла здійснювати звичний процес їх відливок. Литво давало однаковий склад сплаву й стабільність властивостей металу. Куванням не завжди вдавалося забезпечити повне видалення шлаків і рівномірний розподіл вуглецю в масі заліза. Це приводило до зниження якості металу, наявності «слабких місць» по крихкості, міцності, корозійній стійкості.
На відміну від перших виробничих металів (міді та бронзи), що, у порівнянні з каменем, відкрили принципово нові можливості по виготовленню знарядь війни та праці, й забезпеченню їх значних переваг, роль першого кричного заліза в технічному вдосконаленні виробів була значно скромнішою. Проте існувала переконлива підстава для розповсюдження саме залізних виробів, яка й зумовила виникнення залізної доби. Вона ґрунтувалася на широкому розповсюдженні родовищ залізних руд (магнетиту, гематиту, сидериту й ін.) та на легкодосяжності (доступності) поверхневих покладів (магнетитових пісків, лугових та озерних руд бурого залізняку). Завдяки цьому залізо стало найбільш доступним, поширеним і дешевим з виробничих металів, що сприяло масовому виробництву знарядь праці. Саме ці обставини відкрили нові можливості для інтенсивного розвитку землеробства й сприяли відомим суспільним перетворенням I тис. до н. е..

 
Письменник і вчений пізньої античності Пліній так висловився про роль заліза: 
|  | Рудокопи заліза видобувають для людини найкраще й найзлісніше знаряддя. Цим знаряддям прорізаємо ми землю, висаджуючи кущі, оброблюємо плодоносні сади й, обрізуючи дикі виноградні лози, примушуємо їх кожного разу омолоджуватися. Цим знаряддям зводимо ми будівлі, обтесуємо камінь і використовуємо залізо на всі подібні потреби. Але тим же самим залізом вчиняємо війни, битви, грабунки й користуємося як зброєю не тільки обличчям до обличчя з ворогом, але й як летючим снарядом, що я вважаю злочинною підступністю людської винахідливості, бо для того, щоб смерть настигла людину, ми зробили її крилатою й надали залізу крила. Хай вина за це буде приписана людині, а не природі. |

Із самородним залізом у вигляді метеоритів люди були знайомі вже за кілька тисячоліть до н. е. й розуміли їх космічне походження. Найдавнішими виробами, виготовленими з метеоритного заліза шляхом холодного кування, які дійшли до нас, є єгипетське намисто (близько 3800 р. до н. е.) та кинджал з шумерського Ура (близько 3100 р. до н. е.).
Самородне залізо земного походження (ферит) зустрічається достатньо рідко у вигляді пилоподібних вкраплень (здебільшого непомітних оком) у вулканічних породах (найчастіше — базальтах). Воно не могло бути предметом систематичної розробки давніх гірників, оскільки його об'єми були для цього замалі, а технології вилучення пилоподібних залізних часток з базальтів не існувало. Майже єдине геологічне виключення складає родовище у Гренландії, де мало місце унікальне геологічне явище: подібно до процесу штучного витопу, залізна руда при високій температурі пройшла крізь поклади вугілля й утворила готове залізо у вигляді металевого масиву. Але цей «подарунок природи» був виявлений відносно недавно і не міг вплинути на історію освоєння заліза.
Оскільки в залізних рудах майже ніколи не було присутнє самородне залізо (на відміну від мідних руд з вкрапленими самородками міді), то пов'язати ці мінерали з можливістю витопу металу було дуже важко. Природа в залізній руді ніби то «намагалася» замаскувати метал міцними зв'язками з киснем і сторонніми домішками, а визволення заліза з їх полону вимагало особливих технологічних рішень. Це зумовило причини відносно пізнього відкриття металургії заліза. Встановлено, що гірники Давнього Єгипту, які проводили підземні роботи в горах Синаю та в Іберії, іноді натрапляли на поклади залізних руд, але залишали їх без уваги, як некорисні гірські породи. Зафіксовано, що в середині III тис. до н. е. на одному з іберійських рудників гірники пройшли скрізь масивне залізорудне тіло, щоб розпочати розробку долішньої малахітової жили. Їх цікавили лише руди міді та олова.
Найбільш обґрунтованою версією отримання першого металу із залізних руд є спроби додавання їх до складу шихти мідних витопів як флюсу або лігатури. Використання залізних руд як флюсів (шлакоутворюючих домішок) дало позитивний ефект. За даними археолога Б. Ротенберга, структурні дослідження стародавніх залізних браслетів, виявлених у Тімні, свідчать, що залізо для їх виготовлення було отримане в процесі витопу міді й було побічним продуктом використання залізної руди як флюсу. Достеменно встановлено, що це залізо вийшло з мідеплавильної печі.
Спроби використати залізну руду як лігатуру, тобто замінити при витопі бронзи олово залізом, не призвели до бажаного результату. Виплавити із залізної руди рідкий метал не вдалося, оскільки температура його плавлення (1539 °С) не могла бути досягнута в недосконалих печах давніх металургів. Але ці спроби призвели до отримання кричного заліза, яке навчилися розковувати й придавати йому форму необхідних виробів.
Характерно, що в первинний період освоєння заліза не ставилось завдання перевершити бронзу за міцністю, оскільки властивості бронзи задовольняли будь-які технічні запити свого часу. Тому версія щодо широкої розробки заліза, як пошуку більш ефективного нового матеріалу, залишається маловірогідною. Припускають, що ототожнення отриманого кричного металу з відомим із давнини метеоритним залізом високої якості сталося не відразу, але розуміння цього факту відкрило значні перспективи для вдосконалення кричного заліза.
Велике значення для освоєння заліза мали конструкції металургійних печей (горнів). Спочатку використовували невеликі ямні заглибини, які вимощували глиною. В них закладали шихту (суміш залізної руди з деревним вугіллям) та за допомоги штучного дуття повітря досягали температур, що забезпечували процес відновлення оксидованого заліза (700—800 °C) й розтоплення домішок (до 1200 °C). Технічна недосконалість одноразових горнів ямного типу визначалась відсутністю шлаковипуску, малим робочим об'ємом печі та недостатньою продуктивністю (первісні печі давали менше 1 кг заліза за плавку). Для усунення цих недоліків були створені конструкції печей у вигляді наземних конусних будов з можливістю шлаковипуску . Практичне значення цього рішення полягало в звільненні робочого об'єму горна від накопиченого шлаку безпосередньо в процесі витопу, що давало можливість кількаразового завантаження печі шихтою. Таким чином, при збереженні невеликого об'єму печі (що було зумовлено обмеженими можливостями дуття повітря й підтримання високої температури) вдалося багаторазово збільшити вихід продукції.
Важливим кроком у розвитку металургійних технологій стало навуглецьовування заліза. Численні спроби покращити його міцнісні властивості призвели до способу, коли шматок прокованого кричного заліза повторно розпікали в печі з деревним вугіллям (при цьому вуглець проникав у верхній шар металу), а потім охолоджували у воді, що призводило до закріплення елементів вуглецю в залізі. Далі проводили перековування металу, яке розподіляло вуглець з верхнього шару — по всьому об'єму матеріалу, й знов поміщали в піч з деревним вугіллям. Такий кількаразовий переділ заліза наближав його до якості сталі. Емпіричним шляхом, без розуміння фізико-хімічних процесів, що відбувалися в металі, були освоєні методи цементації (насичення поверхневих шарів залізних виробів вуглецем) та гартування (нагріву й швидкого охолодження з метою фіксації необхідного стану матеріалу).
Відкриття нових технологій дозволило отримати метал близький за своїми властивостями до бронзи, а в окремих випадках — створити знаряддя праці та зброю небаченої раніше міцності та гостроти. Найдавніша письмова згадка про якісне осталене залізо збереглася на глиняній табличці 1400 р. до н. е., створеній у Північній Месопотамії. Всього на 15 років молодший лист хетського царя Хаттушиля до єгипетського фараона Тутанхамона з обіцянкою виготовити «добре залізо» й вислати його до Єгипту.

## Найдавніші центри залізного промислу
Однією з перших областей зародження металургії заліза вважається Східне та Південно-Східне Причорномор'я, регіон розселення картвельських племен, яких ототожнюють із відомими з античних джерел халібами. На території Колхіди (Західна Грузія) археологами виявлений найдавніший центр металургії заліза, з численними об'єктами розробки руд та залізоплавильними майстернями, найбільш ранні з яких датують XVIII–XVI ст. до н. е. Первісними рудами були гематит (червоний залізняк) і магнетитові піски, які розташовувались в кількох кілометрах від морського берега.
Освоєння заліза було пов'язане з особливою ситуацією, що склалася в першій половині II тис. до н. е. в багатому гірничими досягненнями регіоні Південного Кавказу. Місцеві арсенові та стибієві бронзи програвали конкуренцію олов'яним. Власне олово було відсутнє. Експедиції, що направлялися на його пошуки в гірничі регіони Європи не знаходили родовищ каситериту. В цій загрозливій ситуації основні зусилля гірників Кавказу були зосереджені на пошуках нових руд і технологій, які змогли би замінити традиційні способи отримання бронзи. Додатковою мотивацією слугувало вичерпання легкоплавких мідних руд і необхідність трудомісткої переробки сірчистих (сульфідних) мінеральних сполук. Взаємовпливи цих факторів, підсилені величезним досвідом і знаннями спільноти гірників Південного Кавказу, з часом призвели до епохального відкриття металургії заліза.
Колхіда протягом тривалого часу постачала залізо не тільки в сусідні регіони Кавказу, але й в країни Східного Середземномор'я, в тому числі Егейського світу. В «Міфі про аргонавтів» сказано про гірників Колхіди: «Вони не орали землю, не саджали плодових дерев, не пасли стада на тучних лугах; вони видобували руду та залізо з необробленої землі й вимінювали на них продукти харчування. День не починався в них без тяжкої праці, в темній ночі й у густому диму проводили вони, працюючи, свій день». Геродот, Ксенофонт, Есхіл також оповідали про плем'я ковалів-халібів, які оволоділи технологіями «доброго заліза».
До середини II тис. до н. е. вартість «доброго заліза» була паритетна з вартістю золота, іноді й перевищувала його. Так, в часи славетного вавилонського царя-законодавця Хаммурапі (XVIII ст. до н. е.) залізо (здебільшого метеоритне) було у 8 разів, а золото лише в 6 разів дорожче срібла. В середині XVIII ст. до н. е. перший хетський правитель Анітта з міста Куссара отримав в подарунок від володаря малоазійського міста Пурушханда дорогоцінний трон і скіпетр, зроблені із заліза. В той час залізо було металом виключно царів і храмів. Це підтверджує письмова згадка про осталене залізо на глиняній табличці 1400 р. до н. е., що була виявлена в Північній Месопотамії (територія давньої країни Мітанні). Її текст сповіщає, що цар країни Мітанні надіслав єгипетському фараону Аменхотепу II «разом з 318 наложницями кинджали й кільця з осталеного заліза». Невдовзі царство Мітанні було завойоване хетами, які утворили величезну державу, що контролювала Малу Азію, Північну Месопотамію, Південний Кавказ і Вірменське нагір'я (всі основні осередки виробництва заліза). Протягом кількох сторіч хети зберігали таємницю нових технологій і монополію торгівлі осталеним залізом. Наприкінці II — на початку I тис. до н. е. металургія заліза з Південного Кавказу й Малої Азії розповсюджується шляхом торговельних і політичних союзів, військових експансій та переселень народів — в країни Близького Сходу, Егейського світу, Північного Причорномор'я.
Західний напрямок поширення металургії заліза був невід'ємно пов'язаний з територією Європи. Давні греки достатньо швидко зрозуміли вигоди й перспективи нового металу, особливо для масового виготовлення сільськогосподарських знарядь. Залізообробка, виготовлення залізних виробів досягли тут значного розвою, хоча безпосередньо виробництво «доброго заліза» довгий час не мало успіху і Еллада імпортувала його з Кавказу, а також від більш досвідчених у металургії кімерійських, скіфських і кельтських племен. Завдяки витворам мистецтва, що фіксували ковальську майстерність, літературним описам (Гомер, наприклад, згадує залізо в «Іліаді» та «Одіссеї» сорок вісім разів), релігійній міфології (культ бога-коваля Гефеста), натурфілософським працям Давня Греція залишилась в історичній пам'яті як потужний центр продукування й розповсюдження залізних виробів. Поруч з традиційною назвою метеоритного й звичайного заліза «зідейрос» (зоряний, тобто з зірок) греки уживали для визначення якісного металу назву «адамас» («непереможний»), що відображало неперевершені якості сталі. Пізніше ця назва перейшла до алмазу.
Важливу роль у розвитку металургії заліза й виробництві залізних знарядь грало Північне Причорномор'я. Провідниками культурного прогресу у Східній Європі XI–VII ст. до н. е. були кімерійці, які кочували від Кавказу до Фракії (в основному степами Південної України) й вели достатньо войовничий спосіб життя, що вимагало ефективної зброї. Контакти з античним світом (описані Гомером в «Одіссеї» та Геродотом в «Історії»), військові вторгнення на Кавказ (зокрема в Колхіду) та в Малу Азію дозволили кімерійцям не тільки оволодіти відомими технологіями обробки заліза, але й довести свою сталеву зброю до справжньої досконалості. Найбільшу славу здобули кімерійські мечі, напрочуд вдалі за формою і розмірами (довжина клинка трохи перебільшувала 1 м). Вважають, що вони першими перевершили найкращі зразки бронзової зброї. Це свідчить, що кімерійські зброярі освоїли технології цементації, ковальського зварювання й інші, відомі лише їм, секрети якісної обробки заліза. Частина кімерійців, витиснена скіфами з території Причорномор'я, мігрувала в Центральну Європу, що сприяло розвитку металургії заліза Гальштатської культури.
В VII ст. до н. е. Північне Причорномор'я було завойовано скіфами, які перейняли й удосконалили місцеве виробництво «доброго заліза» й якісної зброї (бойові сокири й короткі мечі, рис…). У скіфів вперше з'являється принципово новий тип плавильного горну — наземна сиродутна піч із шлаковипуском. Ця стаціонарна конструкція відкрила новий етап у розвитку металургії. Завдяки високій продуктивності було ліквідовано дефіцит заліза й суттєво знижено його вартість. Велику кількість залишків металургійних і ковальських промислів скіфського часу виявлено у Кам'янському городищі поблизу Нікополя, на Шарпівському городищі, в Лютіжі, Пилипенковій Горі, Лопатній, Ремізовці й на інших археологічних об'єктах України. Скіфське залізо було широко відоме не тільки на території Східної Європи, але й в грецькому світі. «Батько трагедії» Есхіл згадує його в п'єсі «Семеро проти Фів»:
«Скіфська сталь, зла чужоземка
Кидає сьогодні жереб.
Ділить батьківський доробок
Згубне, безжальне залізо».
Питання про сировинну базу скіфського заліза залишається дискусійним. Вважають, що руди бурого залізняка (лугові й болотні поклади) могли надходити з території Українського лісостепу, а червоний і магнітний залізняки — з Кавказу. Ця версія ґрунтується значною мірою на тому, що кочові племена скіфів (як і попередні кімерійці) не мали власних традицій гірництва, необхідного досвіду й спеціальних знань для розробки підземних родовищ.
З іншого боку, спектральний аналіз багатьох скіфських виробів свідчить, що сировиною для їх виготовлення були мінеральні утворення, подібні до залізних руд Криворізького басейну. Оскільки частина покладів знаходилась тут на незначних глибинах (до сьогодні ведеться їх відкрита розробка), а численні річки, байраки й яри, що перетинали рудні тіла, розкривали виходи багатих руд, то пошуки родовищ і організація гірничих робіт могли здійснюватися навіть невеликою кількістю рудознавців. Не виключено, що це були бранці скіфів, або гості, запрошені з Кавказу. Свідоцтва стародавньої розробки залізної руди в Криворізькому басейні і залишки плавильних печей були виявлені С. Конткевичем ще у другій половині XIX ст. Зокрема, ним подано опис стародавньої гірничої виробки у гирлі балки Червона. У 1949 р. Б. Граков виявив залишки рудні скіфських часів у Гайдамацькій печері Дубової балки. Тут же були знайдені дві плавильні печі. Це свідчить про можливість розробки залізних руд Криворізького басейну вже у скіфські часи, що, однак, не виключає шляхів отримання скіфами руд з інших регіонів.
У Центральній Європі перехід від бронзи до заліза розпочали на початку IX ст. до н. е. племена іллірійців та кельтів, що утворили розвинуте господарство на базі поширеного гірництва й металургії. Численні соляні шахти, мідні й залізні рудники, металургійні центри визначили Гальштатську культуру, що залишила різноманітні пам'ятки з бронзи та заліза, які співіснували кілька століть. З середини I тис. до н. е. в Центральній і Західній Європі металургію заліза розвивали кельти, які заклали підвалини Латенської культури залізної доби. Їх поселення зазвичай виникали поблизу розвіданих покладів залізних руд. На відміну від греків і римлян, кельтські гірники були одночасно металургами та ковалями й забезпечували весь технологічний процес від пошуку руд, до виготовлення залізних виробів. Можливо завдяки цьому, вони першими розпочали цілеспрямовану розробку залізомарганцевих руд, зрозумівши роль марганцю для виробництва якісних сталей. Освоєння кельтами таких регіонів, як Каринтія та Штирія (Австрія), Зігерланд (Німеччина), Більбао (Іспанія), де залягали багаті марганцем залізні руди, дозволило їм отримати безперечні переваги у виробництві «доброго заліза» на значній території Європи.
Оригінальний спосіб осталення заліза іберійськими кельтами описав у «Історичній бібліотеці» Діодор Сицилійський: «Вони закопували ковані залізні пластини в землю й тримали їх там до тих пір, поки іржа не роз'їдала всі слабкі частки. Із більш міцних частин, що залишились, вони виковували свої неперевершені мечі й іншу зброю. Виготовлена таким чином зброя різала все, що траплялося на її шляху, бо ні щит, ні шолом, ні тим більш тіло не могли протистояти цій зброї, настільки великі переваги такого заліза». Це був перший спосіб легування металу: ржа виїдала в'язке залізо, залишаючи неушкодженими частки легованої сталі. Важливим досягненням кельтів було застосування у виробах комбінованого («зварного») заліза, коли ріжуче лезо серпа, коси, ножа виготовляли з тонкої сталі, а вміщуючу обойму — із звичайного в'язкого заліза. Завдяки такому поєднанню міцна, але крихка високовуглецева сталь оберігалася від руйнації оточенням із м'якого заліза (так званий «ефект олівця»). При цьому заощаджувалась дорогоцінна сталь, а знаряддя набували довговічності й можливості легко заточуватися та відновлюватися.
Винахідливості кельтів приписують створення залізних ободів на колесах, обручів для діжок, колісних плугів з залізним лемешем, використання заліза в крем'яному огневі та ін. Багато з цих винаходів використовувалися майже без змін більше двох тисячоліть. Велике значення для військових успіхів кельтів мали тонкі двосічні сталеві клинки довжиною близько метра (відомі з кінця IV ст. до н. е.) й пізніші дуже довгі мечі. Вони суттєво перевершували за своїми якостями короткі мечі римських легіонерів, зроблені з ковкого заліза й осталені лише з поверхні. Завоювання кельтами величезних територій, їх військові протистояння й союзи з римлянами та германськими племенами привели до розповсюдження нових технічних досягнень практично по всій Європі. Досягнення кельтської металургії втілені в численних легендах про коваля Віланда (Воланда, Велундра), який зварював різні шари заліза в непереможну найміцнішу зброю. Характерний для Римської імперії рабовласницький лад значною мірою пригнічував розвиток промислів: рабам непритаманне винахідництво, безглузде в їх становищі, а вищі класи суспільства презирливо ставились до всього, що мало відношення до ремесел. Тацит в «Малих творах» неприязно писав про плем'я сілезьких кельтів (котінів), які видобували залізо (за думкою римського історика, це принизливо для людини). Значну частину необхідного Риму заліза виробляли кельти в Каринтії та підкорені етруски на острові Ельба, який римляни зневажливо називали «країною кіптяви».
Інше відношення до гірництва споконвічно було у германців. Відтискаючи племена кельтів із Центральної Європи, вони переймали їх досвід і знання в гірничо-металургійному промислі, який високо цінували й намагалися всіляко розвивати. Прикладами такого «успадкування» технологій є освоєння багатих залізними рудами земель Зігерланду й Верхнього Пфальцю (Західна Німеччина), Штирії (Південно-Східна Австрія), Нової Слупи (Польща).
Німецький поет Р. Баумбах у вірші «Залізо назавжди» показав нестримну жагу давніх германців до видобутку заліза й непереможної зброї. Коли після виснажливих битв германці поклали край римському пануванню за Альпами, до воїнів з'явився гірничий дух і запропонував багатства альпійських надр: "Як хочете беріть ви все злато на сто літ, А хочете — залізо, назавжди, доки світ, під дзвін мечів залізних зривів військовий цвіт: «Ми просимо залізо, назавжди, доки світ!»
Видатною пам'яткою давнього виробництва заліза кельтами і германцями є металургійний центр у Новій Слупі (Свєнтокшиське воєводство Польщі), який датують I—II ст. нашої ери. Аеромагнітна зйомка виявила тут понад 400 тис. залишків печей-димарок, кожна з яких давала 15—20 кг заліза. Хоча печі споруджували дуже щільно одна від одної, виробничі площі сягали величезних територій Свєнтокшиських гір. Навіть сьогодні численні залишки шлаків і димарок залишаються суттєвою перешкодою тут для обробки сільськогосподарських земель.
Першим звернув увагу наукової спільноти на сліди давньої металургії в Свєнтокшистських горах відомий польський вчений-просвітитель, президент Товариства друзів науки, священик Станіслав Сташиць. На початку XIX ст. він писав: «На всьому просторі Лисої гори й на декілька миль навкруги знаходиться на полях безмірна кількість залізних шлаків». Наукові дослідження району, які було розпочато в середині XX ст. під проводом проф. М. Радвана, виявили тисячі фрагментів металургійних печей і шлаків, а також місця, де готували паливо та руду для плавлення. Цікаве відкриття було зроблене на місцевій піритовій шахті поблизу селища Рудки. Сучасні прохідницькі роботи вийшли на давні виробки потужного залізного рудника, що підтвердило версію про розробки залізних руд у Свєнтокшистських Горах. Вважають, що значна частина виробленого заліза експортувалась у Римську імперію.
Підсумовуючи особливості освоєння заліза на території давньої Європи, слід відзначити провідну роль кімерійців та скіфів у Північному Причорномор'ї; кельтів та германців у Центральній і Західній Європі. Провідні держави античного світу Давня Греція та Давній Рим були здебільшого імпортерами «доброго заліза», хоча технології металообробки (особливо в Греції) сягали високого рівня.
Майже одночасно із західним, європейським вектором освоєння заліза утворився потужний східний напрямок, який дав світу найбільш якісну збройову сталь й унікальні вироби холодної зброї. Однією з найцікавіших археологічних знахідок на території Давньої Ассирії залишається залізосховище, виявлене в резиденції аккадського царя Саргона II (VIII ст. до н. е.) у Дур-Шаррукіні. Приміщення мало розміри 5х2, 5×1,5 м й було повністю заповнене залізними крицями. Їх форма нагадувала великих риб із наскрізним отвором на місці ока, в яке при транспортуванні просували ремінь й прив'язували до вантажного сідла. Ці свідоцтва розвинутої металургії Ассирії зараз можна побачити в експозиції Лувру.
Арійські племена, що прийшли на рівнини Інду та Гангу, познайомились з залізом на межі II та I тис. до н. е. Вони розвивали свою металургію в дусі сакральних традицій і ведичного вчення, що помогло досягти небачено високої якості та дивовижного художнього рівня залізних виробів. Індія була засновницею технології виготовлення особливо міцних та пружних сталей (мали назву «вутц», більш відому у нас як «булат» або «дамаська сталь»), які відрізнялися характерними візерунками, що утворювались при багаторазовому перековуванні шарів сталі з різним хімічним складом. Знайомство представників античної культури з індійським залізом відбулося під час походу Александра Македонського в Індію (329 р. до н. е.). Збереглися рукописи, що свідчать про царський дарунок володаря Пенджабу Александрові — близько 2,5 т кричного заліза. Вихователь і біограф Александра Арістотель в описі битви на річці Гідасп (сучасна Джелам) відзначає, що індійські воїни билися з греками довгими мечами, що легко розсікали захисні обладунки. Як метальну зброю індійці використовували сталеві кільця з гострою зовнішньою кромкою (т. зв. «чакри»), які легко прорізали лати грецьких воїнів. Слава про індійське залізо поширилася не тільки на країни Сходу, але й на античний світ, де воно було відоме під назвою, даною Аристотелем, «феррум кандінум» (біле залізо). З часом подібну сталь почали продукувати у Дамаску (Сирія), де при римському імператорі Діоклетіані (III—IV ст.) були побудовані численні металургійні підприємства, кузні, збройові майстерні.
Індія однією з перших країн почала використовувати залізні балки як будівельні конструкції. Вже в IV ст. в Індії було створено професійний металургійний клан, який боровся з корозією металу. Ця організація відзначилася при будівництві Палаців Сонця на узбережжі поблизу Канерака. Не зважаючи на те, що згодом храми були надовго затоплені водою, залізні балки будівель збереглися до сьогодення у відносно доброму стані, що свідчить про видатні успіхи давніх майстрів у створенні стійкого до корозії заліза.
У Китаї перші залізні вироби з'явилися наприкінці епохи Західної Чжоу (VIII ст. до н. е.). Не дивлячись на деяке запізнення освоєння заліза в порівнянні з іншими давніми культурами, темпи подальшого прогресу в гірничо-металургійному секторі Китаю значно випереджали розвиток інших країн. Вже в VI ст. до н. е. тут було отримано перший в світі чавун. В подальшому більшість основних технологій металургії заліза народжувалися в Китаї, і лише через декілька століть їх «відкривали» у Європі.
Дискусійним залишається питання щодо виникнення металургії заліза на Африканському континенті. Широке знайомство європейців з народами Субсахарської Африки (т. зв. «Чорної Африки») виявило в них достатньо розвинуті технології виробництва заліза, які контрастували з примітивними знаряддями праці. Деякі африканські племена використовували штучний розігрів повітря при дутті у плавильну піч й були знайомі навіть з порошковою металургією. Багато фактів свідчить про те, що кам'яна доба змінилася в Африці відразу залізною, а мідь була освоєна значно пізніше й не повсюдно. У мовах багатьох африканських народів мідь називається «червоним залізом», що свідчить на користь означеної послідовності. Найбільш давні знахідки африканського заліза датують останніми століттями до нашої ери. Вважають, що зміна кам'яної доби залізною проходила в Африці під впливом цивілізації Стародавнього Єгипту, де видобуток залізних руд і виробництво «доброго заліза» були освоєні у VI ст. до н. е.